# Noblesse oblige
Pour les articles homonymes, voir Noblesse oblige (homonymie).
Pour plus de détails, voir Fiche technique et Distribution.
Noblesse oblige (titre original : Kind Hearts and Coronets) est un film britannique de Robert Hamer, sorti en 1949.

## Synopsis
Louis Mazzini, issu d'une union inégale entre un ténor italien et la fille cadette du duc de Chalfont, de la famille d'Ascoyne, anoblie par le roi Charles II, n'a jamais connu son père, mort d'une crise cardiaque le jour de sa naissance.
Il est élevé pauvrement mais dignement par sa mère, en ayant pleinement connaissance de la noblesse de son extraction du côté maternel et développe avec les années un désir de venger sa mère, victime de l'ostracisme de sa famille, en devenant lui-même duc de Chalfont.
Il lui faut pour mener à bien ce projet éliminer successivement, par des méthodes aussi variées qu'inventives, tous les prétendants qui le séparent du titre, avant finalement de tuer le duc lui-même lors d'une partie de chasse, en maquillant l'assassinat en accident.
Le soir où il est enfin proclamé duc, un officier de police vient l'arrêter pour un meurtre qu'il n'a pas commis, celui du mari de sa maîtresse. Condamné à mort par un jugement de la Chambre des Lords (qui avaient le privilège de se juger entre pairs jusqu'en 1948), il écrit dans sa cellule de prison des mémoires où il relate ses crimes réels.
Le matin où Louis doit être pendu, un coup de théâtre prouve son innocence, et il est libéré. À sa sortie de prison, un journaliste lui demande s'il va publier des mémoires. Il s'aperçoit alors soudain avoir laissé son manuscrit dans sa cellule.

## Commentaire
Le film, d'un humour noir très britannique, est un des plus représentatifs des grands succès produits par les studios d'Ealing dans les années d'après-guerre. Avec un cynisme truffé de références littéraires, il décrit les travers de l'aristocratie anglaise de l'époque édouardienne à travers les portraits successifs des membres de la famille d'Ascoyne, tous plus loufoques les uns que les autres, et tous interprétés par Alec Guinness.

## Fiche technique
- Titre original : Kind Hearts and Coronets
- Titre français : Noblesse oblige
- Réalisation : Robert Hamer
- Scénario : Robert Hamer, John Dighton (en), d'après le roman Israel Rank: the autobiography of a criminal de Roy Horniman (en)
- Direction artistique : William Kellner
- Costumes : Anthony Mendleson
- Photographie : Douglas Slocombe
- Son : Stephen Dalby
- Musique : Mozart
- Montage : Peter Tanner
- Production : Michael Balcon
- Production associée : Michael Relph
- Société de production : Ealing Studios
- Société de distribution :  General Film Distributors ;  Gaumont Distribution
- Pays de production :  Royaume-Uni
- Langue originale : anglais
- Genre : comédie noire
- Format : noir et blanc — 35 mm — 1,37:1 — son Mono (RCA Sound System)
- Durée : 106 minutes
- Dates de sortie : 
  - Royaume-Uni : 21 juin 1949
  - France : 10 février 1950
- Affiche : Jean Mascii (France)

## Distribution
- Dennis Price (VF : Philippe Nicaud) : Louis Mazzini d'Ascoyne (ainsi que le père de celui-ci)
- Valerie Hobson (VF : Nadine Alari) : Edith d'Ascoyne
- Joan Greenwood (VF : Anne Carrère) : Sibella Holland
- Alec Guinness (VF : Michel Roux) : Ethelred d'Ascoyne, Duc de Chalfont / Lord Ascoyne d'Ascoyne / Révérend Lord Henry d'Ascoyne / Général Rufus d'Ascoyne / Amiral Lord Horatio d'Ascoyne / le jeune Ascoyne d'Ascoyne / le jeune Henry d'Ascoyne / Lady Agatha d'Ascoyne
- Miles Malleson (VF : Raymond Rognoni) : Monsieur Elliot
- Cecil Ramage (VF : Maurice Dorléac) : l'avocat
- Hugh Griffith (VF : Richard Francœur) : lord Steward
- John Penrose : Lionel Holland
- Clive Morton (VF : Henri Nassiet) : le gouverneur de prison
- Audrey Fildes (VF : Sylvie Deniau) : Mama (Maman en VF) Mazzini
- Eric Messiter (VF : Claude Péran) : l'inspecteur principal Burgoyne
- John Salew : Monsieur Perkins
- Barbara Leake : l’institutrice
- Cecil Ramage : le procureur de la Couronne
- Lyn Evans (VF : Philippe Dumat) : le fermier
- Peggy Ann Clifford : Maud
- Arthur Lowe (VF : Teddy Bilis) : le reporter

### Acteurs non crédités
- Richard Wattis (VF : Michel Gatineau) : l'avocat de la défense représentant Louis
- Peter Gawthorne (VF : Jean Ozenne) : le premier Lord donnant son verdict
- Laurence Naismith (VF : Jean Berton) : le gardien de prison
Version française
  - Adaptation : Général Productions
  - Directeur artistique : Hervé Missir
  - Dialogues : Gérald Devries
  - Texte récit : Michelle Maurois
  - Traduction sous la direction d'André Maurois

## Distinctions

### Récompenses
- Mostra de Venise 1949 : meilleure direction artistique pour William Kellner

### Nominations
- BAFTA Awards 1950 : nomination pour le British Academy Film Award du meilleur film britannique
- Mostra de Venise 1949 : nomination pour le Lion d'or

## Autour du film
- À souligner la performance d'Alec Guinness, qui incarne huit personnages dans le film, dont un de femme. À l'origine, il ne devait en jouer que quatre mais il insista pour les interpréter tous.
- Dennis Price interprète de son côté deux rôles, à savoir Louis d'Ascoyne Mazzini et son père, le ténor italien (dont le nom est emprunté à un célèbre homme d'État italien).
- Le titre original provient du poème Lady Clara Vere de Vere d'Alfred Tennyson. L'extrait exact en est : Kind hearts are more than coronets, and simple faith than Norman blood.
- La séquence où l'amiral Horatio d'Ascoyne s'autoélimine en donnant un ordre absurde et coule au garde-à-vous est basée sur un fait réel, le naufrage en 1893 du cuirassé HMS Victoria, causé par une bourde inexplicable (et qui fit couler beaucoup d'encre) de l'amiral George Tryon.
- Après avoir descendu d'une flèche le ballon de Lady Agatha d'Ascoyne, Louis Mazzini cite Henry Longfellow : « I shot an arrow in the air / She fell to earth in Berkeley Square ».
- Le château de la famille d'Ascoyne est en fait le château de Leeds.
- La censure américaine fit modifier la fin ambiguë du film et supprima des propos satiriques visant la religion.
- Le leitmotiv musical du film est l'aria Il mio tesoro de l'opéra Don Giovanni de Mozart.
- Par une étrange ironie, le privilège du jugement entre pairs (un noble ayant commis un crime était jugé par la Chambre des Lords), qui est un des ressorts comiques de l'action, a été aboli précisément en 1948, juste au moment de la sortie du film.
- Le film a été élu sixième meilleur film du XXe siècle par le British Film Institute en 1999.
- André Maurois avec l'aide de sa fille a participé à la traduction du film.

## Hommages
La série Amicalement vôtre comporte un épisode parodiant le film, intitulé Regrets éternels dans lequel Roger Moore joue également tous les personnages de sa famille.